# Antosha Rybkin
Antosha Rybkin (in russo: Антоша Рыбкин) è un film del 1942 diretto da Konstantin Konstantinovič Judin.

## Trama
Un comandante, per cercare di distogliere l'attenzione del nemico che sta per attaccare il villaggio, decide di far tenere un concerto alla brigata degli artisti del fronte. Lo chef Antoša Rybkin dovrebbe interpretare il ruolo di un caporale tedesco.

## Distribuzione
Il film fu distribuito nelle sale cinematografiche dell'Unione Sovietica il 31 dicembre 1942.